# Master of the Flying Guillotine
O Mestre da Guilhotina Voadora (também conhecido como O Boxeador de Um Braço II ou Boxeador de Um Braço vs. Guilhotina Voadora), de 1975, é um filme de artes marciais de Hong Kong estrelando Jimmy Wang Yu, que também escreveu e dirigiu o filme. Este filme é uma continuação de um outro filme de Yu, O Boxeador de Um Braço, de 1971.
O filme fala sobre o Boxeador de Um Braço (Yu) sendo caçado por um assassino imperial, mestre dos dois lutadores mortos no primeiro filme. Assim que o Boxeador de Um Braço foi convidado a participar de um torneio de artes marciais, seus esforços para passar despercebido falham e o assassino logo o rastreia.
O título se refere à arma do assassino, a então chamada "Guilhotina Voadora", que lembra um chapéu com um conjunto de lâminas, preso por uma longa corrente. Assim que envolvem a cabeça do alvo, as lâminas facilmente o decapitam com uma puxada rápida na corrente.

## Impacto
O Mestre da Guilhotina Voadora é considerado um clássico e influenciou muitos filmes de artes marciais que se seguiram.
Foi homenageado no filme Kill Bill, de Quentin Tarantino, que usou a música-tema durante a cena da "Casa das Folhas Azuis". Também, a arma de Gogo Yubari, uma bola de ferro com lâminas retráteis, pode ser considerado uma alusão à guilhotina voadora.
As habilidades da personagem Dhalsim, o jogo Street Fighter, remete às habilidades do lutador indiano presente no filme, que usava algo parecido com yoga para esticar os seus membros.